# Balthasar Mentzer der Ältere

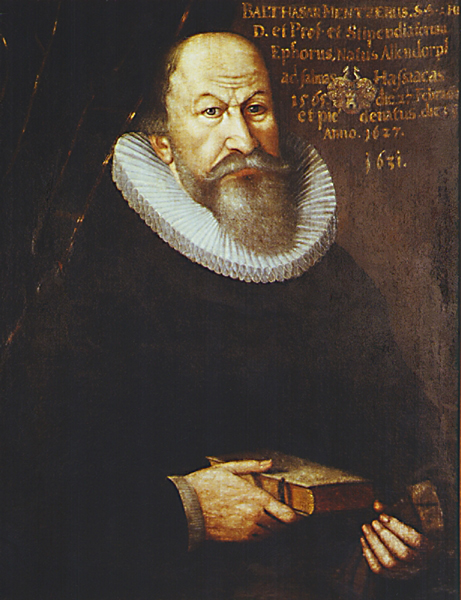
Balthasar Mentzer d. Ä.

Balthasar Mentzer der Ältere (* 27. Februar 1565 in Allendorf, Hessen; † 6. Januar 1627 in Marburg/Lahn) war ein deutscher lutherischer Theologe.

## Leben
Balthasar wurde als Sohn des Brunnenmeisters Justus Mentzer  und dessen Frau Margarethe geb. Zahn, geboren. Nach erster Ausbildung in der Schule seines Geburtsortes und in Hersfeld, bezog er im April 1583 die Universität Marburg. Hier erwarb er sich schnell am 27. Juni 1583 das philosophische Baccalaurat und am 17. Dezember 1584 den akademischen Magistergrad. 1585 übernahm er in Marburg die Stelle eines Stipendiatenmajors und wurde 1589 von seinem Landesherrn Ludwig IV. gegen seinen Willen als Pfarrer in Kirtorf eingesetzt. Durch seine 1593/94 veröffentlichte Auseinandersetzung mit der reformierten Christologie und Abendmahllehre, sog. Anti-Sadeel, macht er sich in der wissenschaftlichen Welt einen Namen, sodass er 1596 Professor der Theologie in Marburg wurde.
Dazu wurde ihm das Ephorat der Stipendiaten übertragen und er begleitete seinen Dienstherrn als Hofprediger. Am 24. Juni 1600 wurde er Doktor der Theologie. Da er mit der Religionspolitik seines neuen Dienstherrn Moritz von Hessen nicht einverstanden war, zog er mit vielen anderen Professoren nach Gießen, wo er 1607 Professor der Theologie an der neu gegründeten Universität Gießen wurde. Bei der Verlegung dieser Universität nach Marburg 1624, siedelte auch Mentzer wieder dahin über. Mentzer beteiligte sich auch an den organisatorischen Aufgaben der Gießener und Marburger Hochschule, so war er 1610 Prorektor in Gießen und 1604, sowie 1625 Rektor der Marburger Alma Mater.
Mentzer war ein bedeutender Theologe der lutherischen Orthodoxie, im beginnenden 17. Jahrhundert. Er trat als Gegner reformierter Tendenzen in Hessens Kirchenwesen hervor und sah in dem Synkretismus des Georg Calixt eine Gefahr für das Glaubensverständnis der lutherischen Kirche jener Zeit. Durch seine analytische Entäußerungslehre wurden zahlreiche Theologen geprägt. So unter anderem Johann Gerhard, Balthasar Meisner und Johann Conrad Dannhauer.

## Familie
Mentzer war drei Mal verheiratet. Seine erste Ehe schloss am 23. Dezember 1589 in Marburg mit Juliane († 13. Mai 1592 in Marburg), die Tochter des Heinrich Wolf von Todenwart. Seine zweite Ehe ging er am 19. Mai 1595 in Marburg mit Margarethe (* 13. Oktober 1578 in Marburg; † 18. April 1601 ebenda), die Tochter des Ratsherrn in Marburg Georg Orth, ein. Seine dritte Ehe ging er am 8. August 1603 in Marburg mit Elisabeth (* 3. Januar 1576 in Darmstadt; † 30. Juni 1657 ebenda), die Tochter des kurfürstlich pfälzerischen und Hessen-Darmstädtischen Leibarztes Joachim Strupp von Gelnhausen, ein. Aus der zweiten und dritten Ehe stammen Kinder. Von diesen kennt man:
1. Tochter Anna Juliane Mentzer (* 30. Dezember 1596 in Marburg; † 4. Juni 1608 in Gießen)
2. Tochter Gertrud Mentzer (* 18. Dezember 1597 in Marburg; † 17. Januar 1667 in Wolfenbüttel), ⚭ 13. November 1615 in Gießen mit dem Generalsuperintendenten in Wolfenbüttel Heinrich Wideburg
3. Tochter Hedwig Mentzer (* 9. August 1599 in Marburg; † 11. November 1654 in Gießen), ⚭ 28. Oktober 1616 in Gießen mit dem Professor der Theologie Justus Feuerborn
4. Sohn Johannes Mentzer (* 12. April 1601 in Marburg; † Juli 1601 ebenda)
5. Tochter Margarethe Mentzer (* 4. Oktober 1604 in Marburg), ⚭ I. 1624 mit dem Professor der orientalischen Sprachen Martin Helwig und späteren Pfarrer in Butzbach Martin Helwig (* 1596; † 20. März 1632 in Marburg), ⚭ II. 1633 mit dem Superintendenten in St. Goar Dr. theol. Ertwin Wonung * (* März 1604 in Osnabrück; † 5. Mai 1636 St. Goar)
6. Tochter Elisabeth Mentzer (* 6. August 1606 in Gießen; † 2. Oktober 1613 ebenda)
7. Sohn Ludwig Mentzer (* 15. März 1608 in Gießen; † 26. Juli 1673 in Heidelberg) wurde promovierter Jurist, Hessen-Darmstädtischer Rat und Anwalt in Oppenheim,
8. Sohn Johann Georg (* 12. Dezember 1609 in Gießen; †  1. Dezember 1613 ebenda)
9. Tochter Justine Eleonore Mentzer (* 9. Mai 1612 in Gießen; † 30. Januar 1669 in Lübeck), ⚭ 14. Januar 1628 in Marburg mit dem Professor der Theologie in Marburg und späteren Superintendenten in Lübeck Menno Hanneken
10. Sohn Balthasar Mentzer der Jüngere (1614–1679)

## Werke (Auswahl)
- Exegesis Augustanae Confessionis, 1613
- Katholisches Handbüchlein, 1619 (neu herausgegeben von Georg Hoffmann, Göttingen 1938)
- Von ahnstellung des Paedagogii, 1624
- Opera latina, I, II, 1669 (gesammelte lateinische Schriften, herausgegeben von Balthasar Mentzer d. J.)